# Caulibugula pearsei
Caulibugula pearsei is een mosdiertjessoort uit de familie van de Bugulidae. De wetenschappelijke naam van de soort is voor het eerst geldig gepubliceerd in 1966 door Maturo.